# 244e régiment d'artillerie
Pour les articles homonymes, voir 244e régiment.
Le 244e régiment d'artillerie de campagne (244e RAC) est un régiment d'artillerie de l'armée française qui a combattu lors de la Première Guerre mondiale.

## Création et différentes dénominations
- 1er avril 1917 : formation du 244e régiment d'artillerie de campagne à partir de l'artillerie divisionnaire de la 163e division d'infanterie (AD/163)
- 30 janvier 1919 : dissolution

## Chefs de corps
- 1er avril 1917 - 20 juin 1918 : lieutenant-colonel Tournaire[1]
- 20 juin 1918 - 30 janvier 1919 : lieutenant-colonel Beaudot[1]

## Historique des batailles du244eRAC

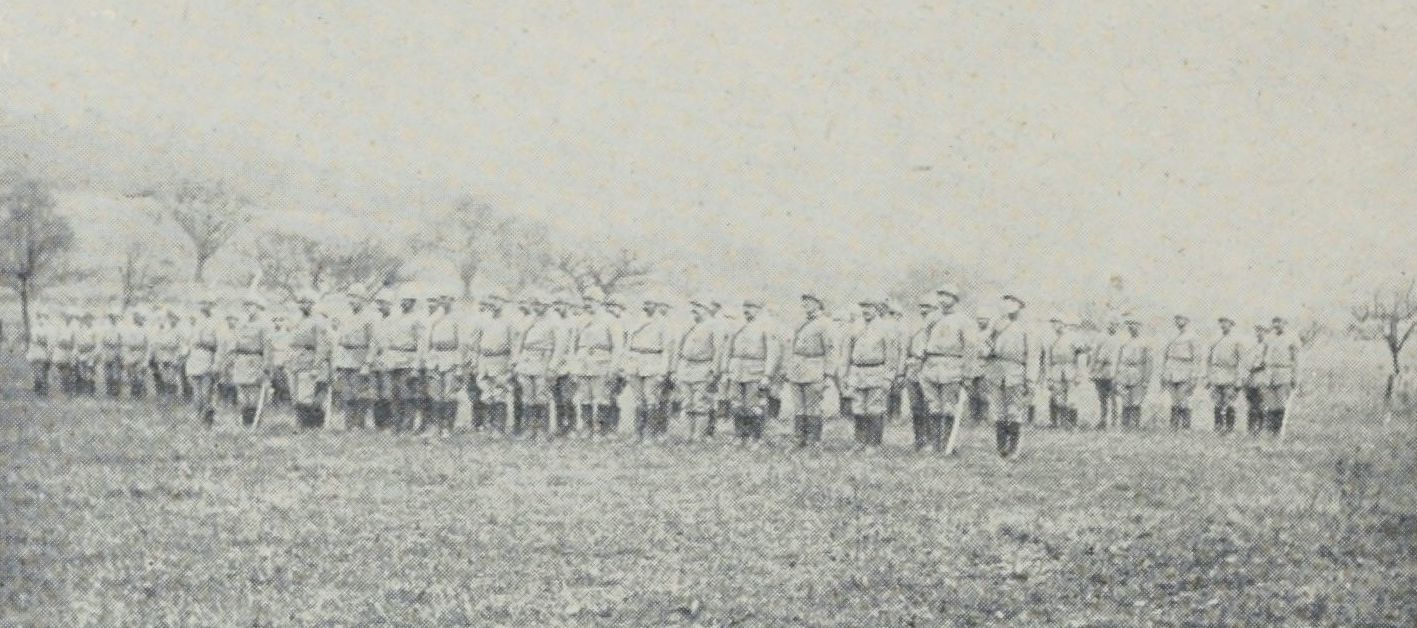
Le réuni pour une prise d'armes vers 1918.

Le 244e RAC est créé le 1er avril 1917 par regroupement des trois groupes de l'artillerie divisionnaire de la 163e DI : le 4e groupe du 44e RAC devient le 1er groupe, le 11e groupe du 44e RAC le 2e et le 4e groupe du 32e RAC (ex-4e groupe du 5e RAL) le 3e.
Alors stationné dans le secteur des , le régiment y reste jusqu'en juin 1917. Il combat ensuite dans les monts de Champagne en juillet-août. En septembre 1917, il combat dans le secteur de Navarin. À la fin du mois il est envoyé dans le secteur d'Auberive puis gagne le secteur du Téton en novembre 1917.
Passé en réserve à partir du 10 mars 1918 près de Baconnes, le régiment est envoyé repousser une attaque allemande lancée sur Moreuil du 4 au 15 avril 1918 dans le cadre de l'offensive du Printemps contre la IVe armée. Fin avril, le 244e RAC s'installe dans le secteur de la ferme des Marquises (IVe armée). Le 15 juillet, au déclenchement de la bataille de Champagne, le régiment souffre particulièrement des tirs d'obus toxiques et explosifs allemands et la 28e batterie du régiment est citée à l'ordre de l'armée pour le maintien de ses tirs malgré ses pertes. L'infanterie allemande avance également et la 24e batterie doit détruire ses pièces avant de décrocher. La 25e batterie voisine continue à tirer sur les Allemands qui s'approchent jusqu'à une portée de 200 m. Le régiment contribue fortement à l'arrêt de l'attaque allemande sur le front de la 163e DI.
Dans la nuit du 25 au 26 septembre 1918, le 244e RAC participe à la préparation d'artillerie de l'offensive Meuse-Argonne. La 163e DI progresse vers Auberive, occupée le 29, et le 12 octobre elle dépasse Perthes-lès-Hurlus, toujours avec le soutien de son artillerie. Le 19 octobre, le régiment est détaché de sa division pour aller soutenir l'assaut de la Ve armée sur Banogne-Recouvrance. Mis au repos le 29 octobre, le régiment revient en ligne dans la région de Terron-sur-Aisne le 2 au soir soutenir l'assaut de la IVe armée. Le canal des Ardennes est franchi le 6 et la Meuse le 10. L'armistice entre en vigueur le lendemain à 11 h.
Le régiment est dissous le 30 janvier 1919,.

## Décorations

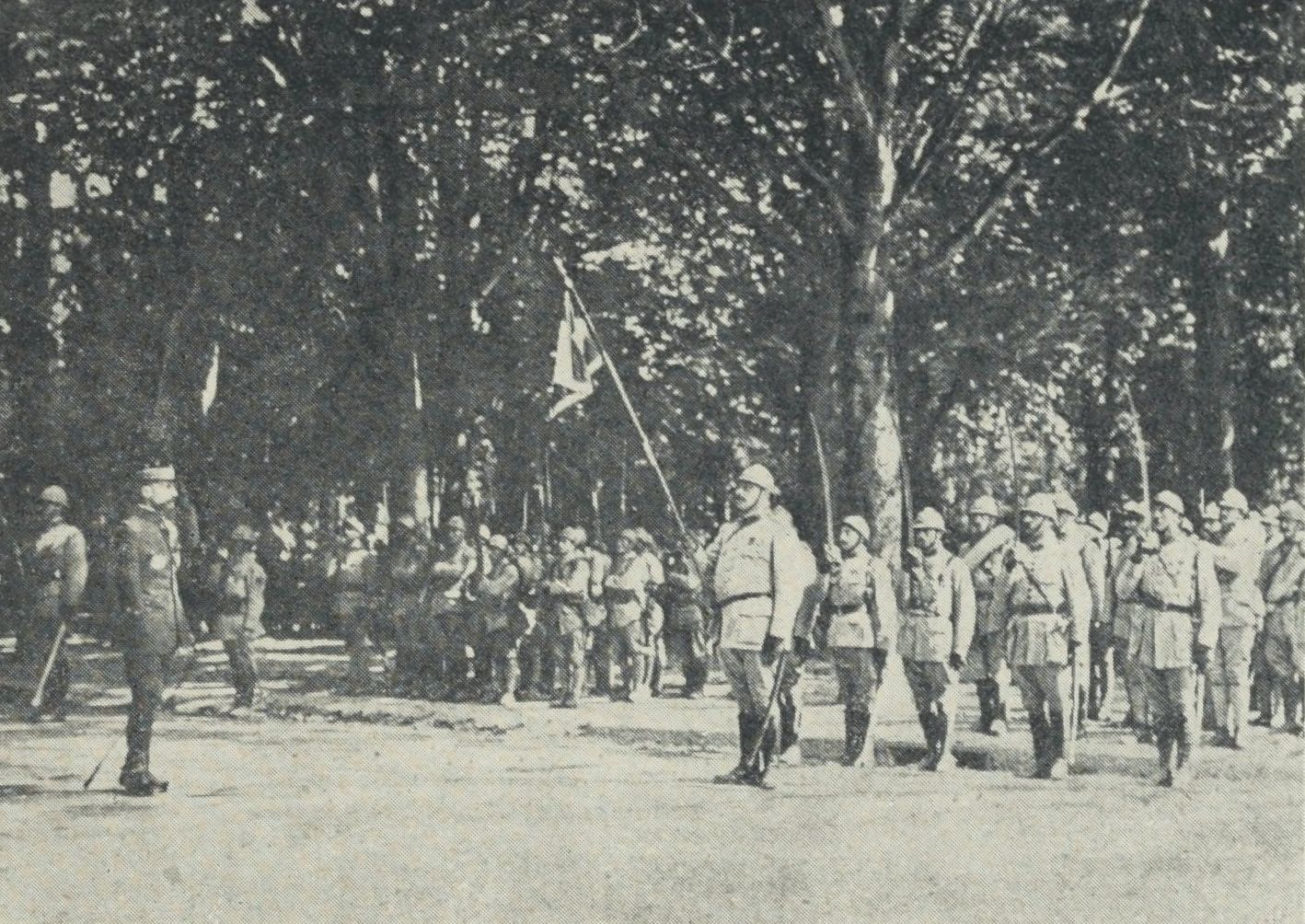
L'étendard du décoré de la croix de guerre par le général Gouraud.

Le régiment est cité collectivement à l'ordre de l'armée pour son action du 15 juillet 1918. Son étendard est donc décoré de la croix de guerre 1914-1918.

## Sources et bibliographie
- « Historique du 244e RAC », dans Historique des 44e, 244e & 264e régiments d'artillerie de campagne : campagne 1914-1918, Paris, Librairie Chapelot, 1919 (lire en ligne), p. 25-48.